# Isaac Echeve
Isaac Echeve fue un político peruano. 
Fue elegido diputado suplente por la provincia de Paruro entre 1872 y 1876 durante el gobierno de Manuel Pardo.